# 海

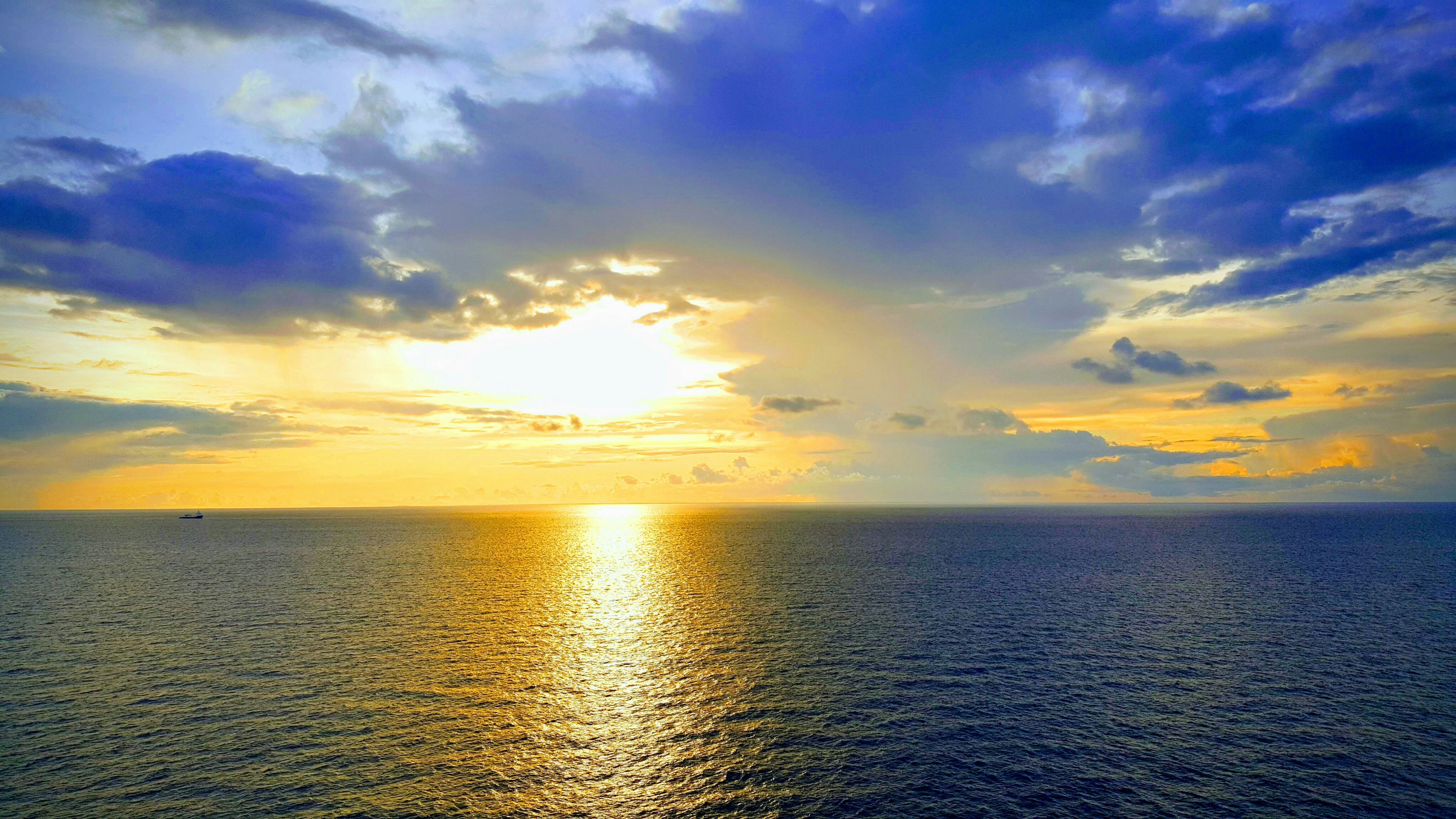
夕日に照らされるカリブ海

海（うみ、英: the sea または the ocean）は、地球上の陸地以外の部分で、海水に満たされたところ。
大小さまざまな広がり方があり、特に大きな広がり（だけ）は海洋（the ocean）とも言い、主な海洋としては太平洋、大西洋、インド洋などがある。一方、地中海や黒海も紛れもなく海であり、海峡で大西洋と繋がっており海水は行き来している。

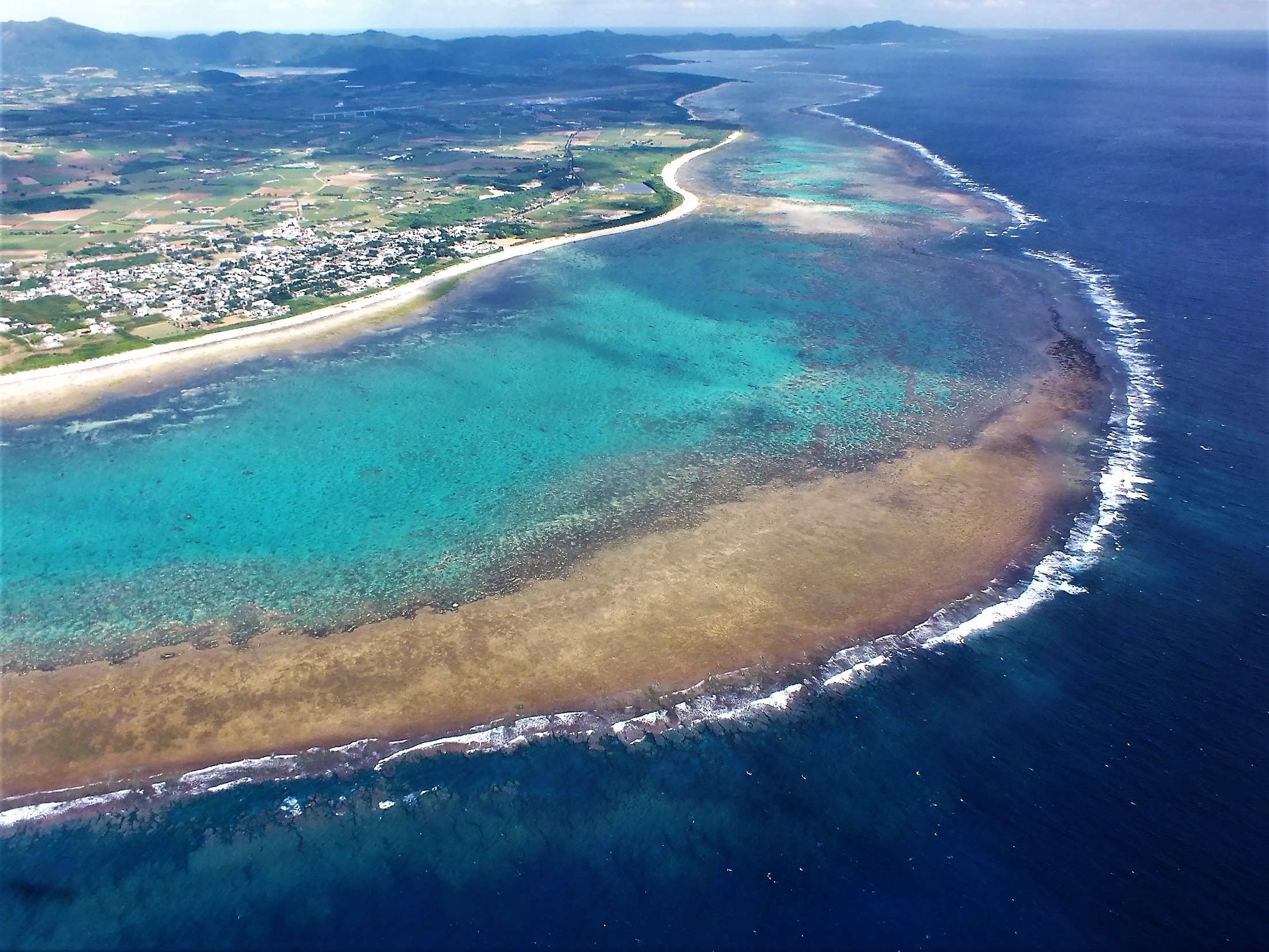
サンゴ礁に囲まれた石垣島の海

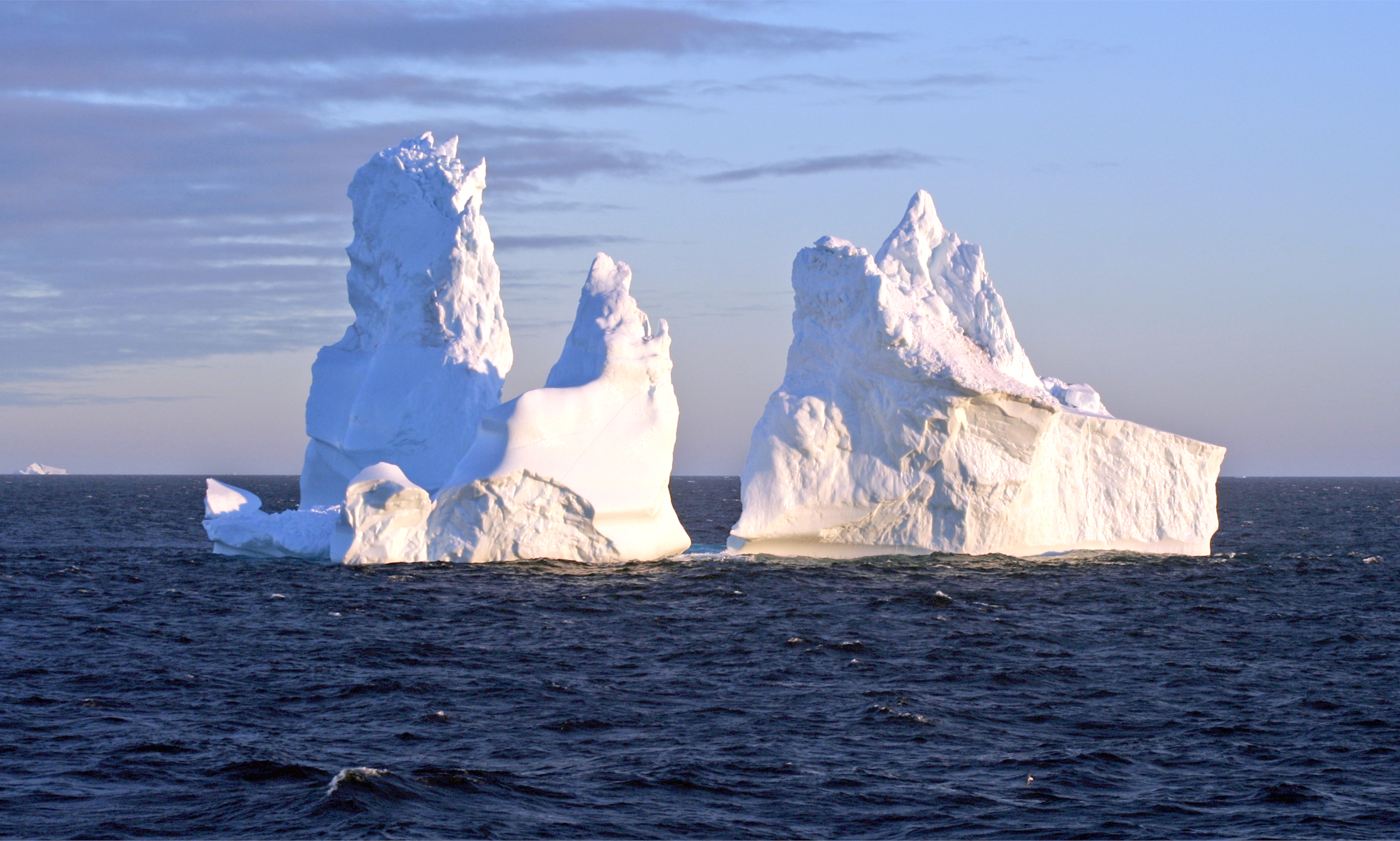
氷山の浮かぶグリーンランドの海

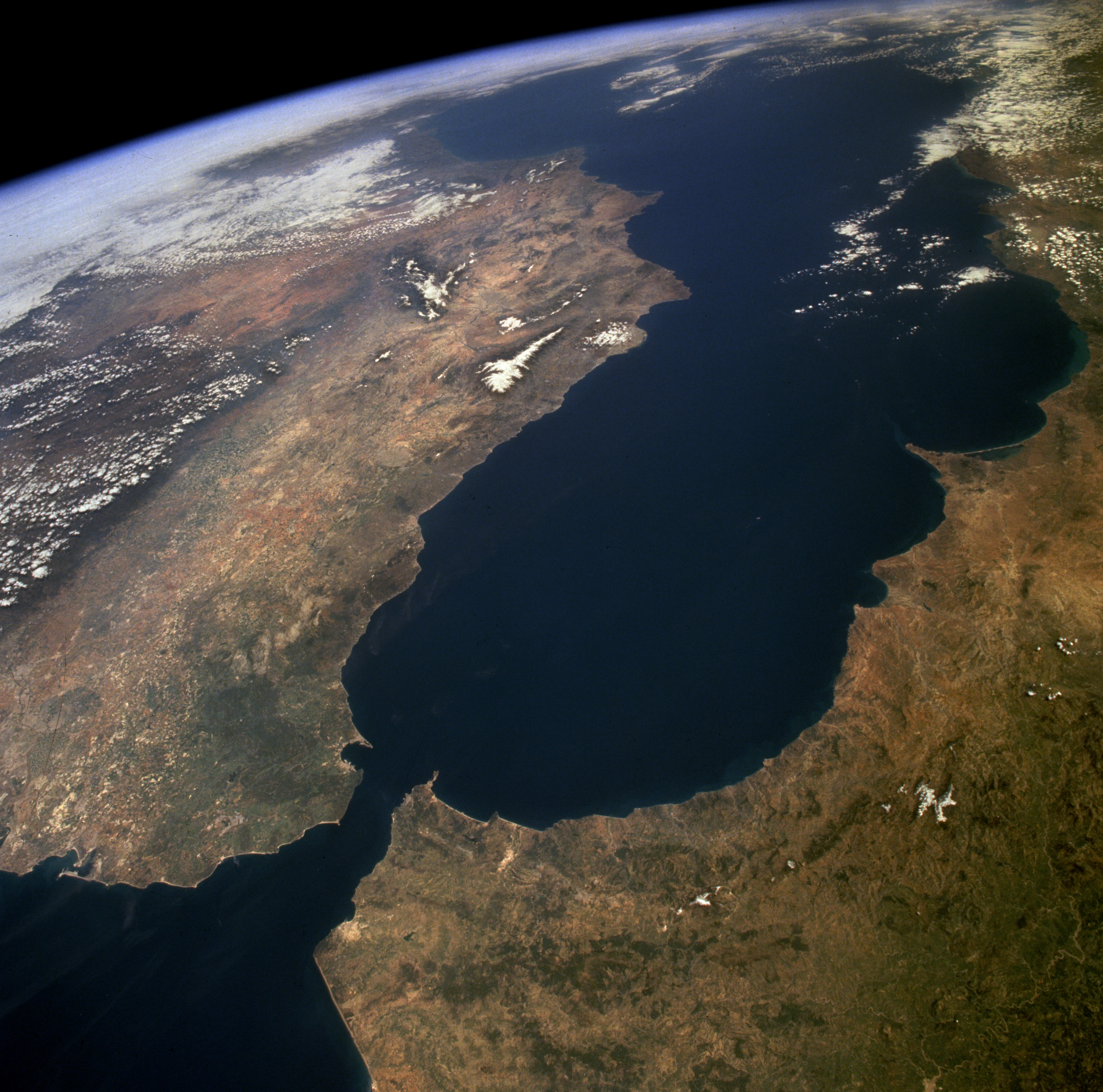
人工衛星から見た地中海

## 概要
海は地球の表面の約71.1%を占め、面積は約3億6282万km2で、陸地（約1億4724万km2）の約2.46倍である。平均的な深さは3729m。海水の総量は約13億4993万立方キロメートルにのぼる。ほとんどの海面は大気に露出しているが、極地の一部では海水は氷（海氷や棚氷）の下にある。
海は微生物から大型の魚類やクジラ、海獣まで膨大な種類・数の生物が棲息する。水循環や漁業により、人類を含めた陸上の生き物を支える役割も果たしている。
天体の表面を覆う液体の層のことを「海」と呼ぶこともある。以下では主に、地球の海について述べる。

### 呼び方・分類
日本語での　うみ / みずうみ　という分類法

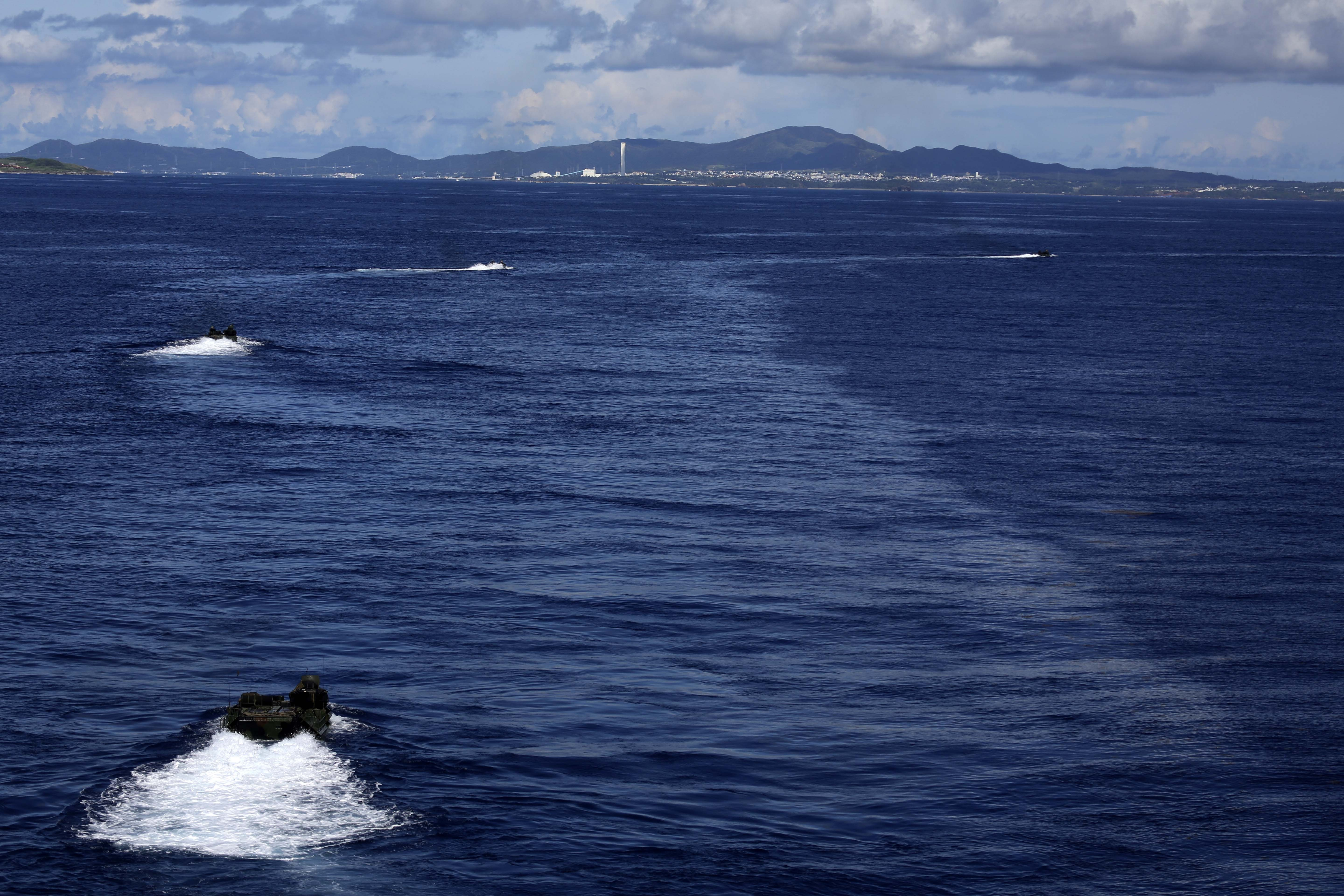
沖縄の海

海水は、塩（ナトリウムイオンと塩化物イオン）を主成分とするミネラルなどが、おおむね濃度3%台で水に溶け込んでいる。ヒトの味覚では海水は「塩辛い」「しょっぱい」と感じられ、古来、海水を塩田などで濃縮して塩を得てきた。
このような塩の味がする水で満たされた区域を、日本では「“うみ”（海）」（英: sea）と呼び、塩味のしない真水（淡水）で満たされた区域は、面積が広くとも海と区別して“みずうみ”（＜「みず・うみ」、湖）と呼ぶことは古くから行われてきた。
よって、日本海 （Japan Sea）、地中海 （Mediterranean Sea）、瀬戸内海 （Seto Inland Sea）といった各海域は、海と呼ばれている。
大きな塩湖も、古くから「海」と命名されている場合がある（例：カスピ海、死海）。探検・測量による世界地理の把握や地理学が進んだ近代以降、外海とつながっていない場合は“海”には含めず、広大な塩湖であっても“湖”に分類するようになった、ということである。
広さでの分類
英語での sea / oceanという分類法や、日本語での　海 / 洋 という分類法がある。特定のocean（洋）を指す名称としては太平洋（Pacific Ocean）、インド洋（Indian Ocean）などがある。特に広大な洋（海）は「大洋」（英: ocean）と呼んでいる。
陸地との関係での分類法
「外海」/「内海」という分類法がある。外海とは周囲を陸地などに囲まれていない海（あるいは陸地から遠く離れた海）のことである。陸地に囲まれた海域のほうを内海と呼ぶ。外洋 / 近海という分類法もあり、海のなかでも陸地に近いあたり（領域）をおおまかに近海と分類する。
陸地に大きく入り込んだ海を湾、陸と陸に挟まれ海が狭くなった部分を海峡と呼ぶ。
水深による分類
水深による分類法として 浅海 / 深海　がある。一般に太陽光がほとんど届かない深度200m以上を深海と呼ぶ。

### 海水の動き
海は全てが互いに繋がっている。ただし、大洋間であっても水の交流は海水の性質が均一になるほど激しくはない。このため海面の高さや、塩分濃度、海水温などは海域による差がある。狭い海峡でしか外海とつながっていない閉鎖性海域は、特に水の入れ代わりが乏しい。
海水はその表面に波が立っていることが多く、これは主に風の作用である。温度は主として太陽によって温められ、低気圧を発生させる原因ともなる。また、海水は大きな流れをなしており、これを海流という。海水面の高さは毎日二回（年に数回、一日一回の日がある）、上下に変化する。こうした潮の満ち干を潮汐という。潮汐は天体運動を原因として起きるものであり、主に月と太陽の引力が大きな部分を占める。月のほうが地球に近いため、大きな潮汐力を及ぼす。潮汐における海面の差が最も大きいのはカナダ東岸のファンディ湾（13.6m）である。

### 水深と海底地形
海の水深は平均3,800mである。地上と同じように海底にも高低差はあり、海中の山脈である海嶺や、台地である海台、大洋底に広がる広大な平原である海盆や深海平原、海底でもさらに低い谷となっている海溝など、様々な地形が存在する。海底にも火山は存在し、それらの海底火山の中でも特に高いものはしばしば海上に顔を出して火山島となる。地球上の海底で最も深いのは太平洋にあるマリアナ海溝のチャレンジャー海淵（10,911m）である。また、大陸周辺に広がる浅い海（深さ約130mまで）を大陸棚と呼ぶ。

## 海の色
海の色は一般に青色と見られる。太陽からの可視光線のうち長波長（赤に近いもの）は表層2-3cmで海水によって吸収されるが、短波長（青に近いもの）は深くまで進み、水深50mでも1/5程度が届く。この青色光が水中で散乱され、水上に届いて青く見える。これに不純物が混ざると色調に変化が起こる。植物プランクトンが豊富な高緯度から極海にかけて海はやや緑色を帯びる。沿岸では砂泥の微粒子が河川水などから供給されたり、波や暴風雨で海底から巻き上げられたりするため、プランクトンと相まって黄緑から黄色・褐色・赤などに見える事もある。氷河に侵食された岩の粉末が流れ込むフィヨルドなどでは、乳白色になる場合もある。日本近海では植物プランクトンの増殖が主に春に盛んになる。これは「水の華」と呼ばれ、地域によっては「春とわり」「潮ぐされ」「草水」「厄水」「貝寄せ水」「三月にごり」などとも言い、沿岸漁業に影響を与える。

## 海と気候
海は、太陽エネルギーを原動力とした水循環により、地球の気候にも大きな影響を及ぼしている。
海の影響を特に受ける気候は海洋性気候と呼ばれる。海洋の影響といっても様々であり、海から蒸発する水蒸気によって湿度は一般的に高いものの、それが降水量に比例するとは必ずしも言えない。海流のうち暖流が流れる地域や一般的な海域においては海からの水分や風が雨をもたらし降水量が多くなる傾向がある。寒流が流れる海岸部においては、上層の空気は暖かいのに対し、下層の空気は寒流によって冷やされるため、上昇気流が発生しない。雲は上昇気流によって発生し、雲から雨が降るため、雲が形成されないこういった海岸では降水量は非常に少ない。こうして形成された海岸砂漠は大陸の西岸に多いため、西岸砂漠とも呼ばれる。チリのアタカマ砂漠やペルー沿岸部、ナミビアのナミブ砂漠などはこういった地域である。ただし大気中の湿度は高いため、これらの海岸砂漠にはしばしば霧が発生し砂漠を覆う。

## 水圏としての海
現在の地球表面に存在する水の総量は14億km3とされているが、その中で海水が断然多く約97.5%の13億5000万km3を占める。次に多いのは氷床で2500万km3と推定されている。海の深さは3000 - 6000mの範囲が最も広く、この範囲の面積は海洋の70%、地球の全表面積のほぼ半分を占めている。
赤道近くの海の表面は太陽の光を受けて温められ、温かい水の流れ（暖流）となって流れてゆくほか、大量の水蒸気を発生する。1年間に海から蒸発する水量は50.5万km3と見積もられており、台風の発生など地球の気象に大きな影響を及ぼしている。蒸発した水量の91%は直接海上に降水するが、残りの9%が陸地に雨や雪として降水し、河川や氷河、地下水を経由して最終的には海に戻る。
他方、海底の一部から海水が地球内部深くに吸収されており、その量を年間23億トンと推計し、約6億年後に地球の海が消失する可能性を予測する研究もある。
海水は塩化ナトリウム（NaCl：いわゆる塩）を主成分とする塩分が含まれている。塩化ナトリウム以外にも各種のイオンが溶解しているが、海水中の総塩分濃度は周辺の影響によって異なる。例えば大河の河口近くや氷河が海に流れ込んでいる場所では塩分濃度（イオンの総量）は低く、逆に蒸発が盛んな海域では塩分濃度が高くなる。海氷が形成される時にも水分が選択的に凍るため、塩分に富んだ海水が分離される。グリーンランドや南極周辺で作られる冷たく塩分の濃い海水は比重が大きいため深く沈み込み、深層流となって地球全体を巡っている。
海水は塩分などが含まれるため淡水に比べて凍結しにくい性質を持つが、-1.9℃以下になると凍りはじめる。こうして作られた海氷は、北極海の大部分を覆っており、またより緯度の低いバルト海やオホーツク海、セントローレンス湾、ハドソン湾、ベーリング海などの海域でも冬季には凍結する海域がある。しかし、年間を通じて結氷したままなのは北極海のみであり、それも全域ではなく夏季には南部を中心にかなりの海域で解氷する。こうして形成された氷は冬季には南方の海域に押し寄せることがあり、これらは流氷と呼ばれる。また、これとは別に南極の棚氷や北半球の氷河といった陸氷から海に巨大な氷山が流れ出すことがある。
各イオン間の比率は全海洋でほぼ一定である。下記に塩分濃度を3.5%とした場合のイオン濃度を表にまとめた。
| 成分  | 濃度(g/kg) | 重量百分率(%) |
| ----- | ---------- | ------------- |
| Cl-   | 19.35      | 55.07         |
| Na+   | 10.76      | 30.62         |
| SO42- | 2.71       | 7.72          |
| Mg2+  | 1.29       | 3.68          |
| Ca2+  | 0.41       | 1.17          |
| K+    | 0.39       | 1.10          |

### 海水中に含まれる溶存物質
含まれる溶存物質のうち、77.74%が塩化ナトリウム、10.89%が塩化マグネシウム、硫酸マグネシウム・硫酸カルシウム・硫酸カリウムがそれぞれ4.74% 3.60% 2.46%、炭酸カルシウムが0.34%、臭化マグネシウムが0.23%である。
海水中に含まれる主な元素は
- マグネシウム 2000兆トン
- 臭素 100兆トン
- ヨウ素 750億トン
- アルミニウム 150億トン
- 銅 45億トン
- ウラン 45億トン
- トリウム 10億トン
- 銀 4億5000万トン
- 水銀 4500万トン
- 金 600万トン[12]

### 海流

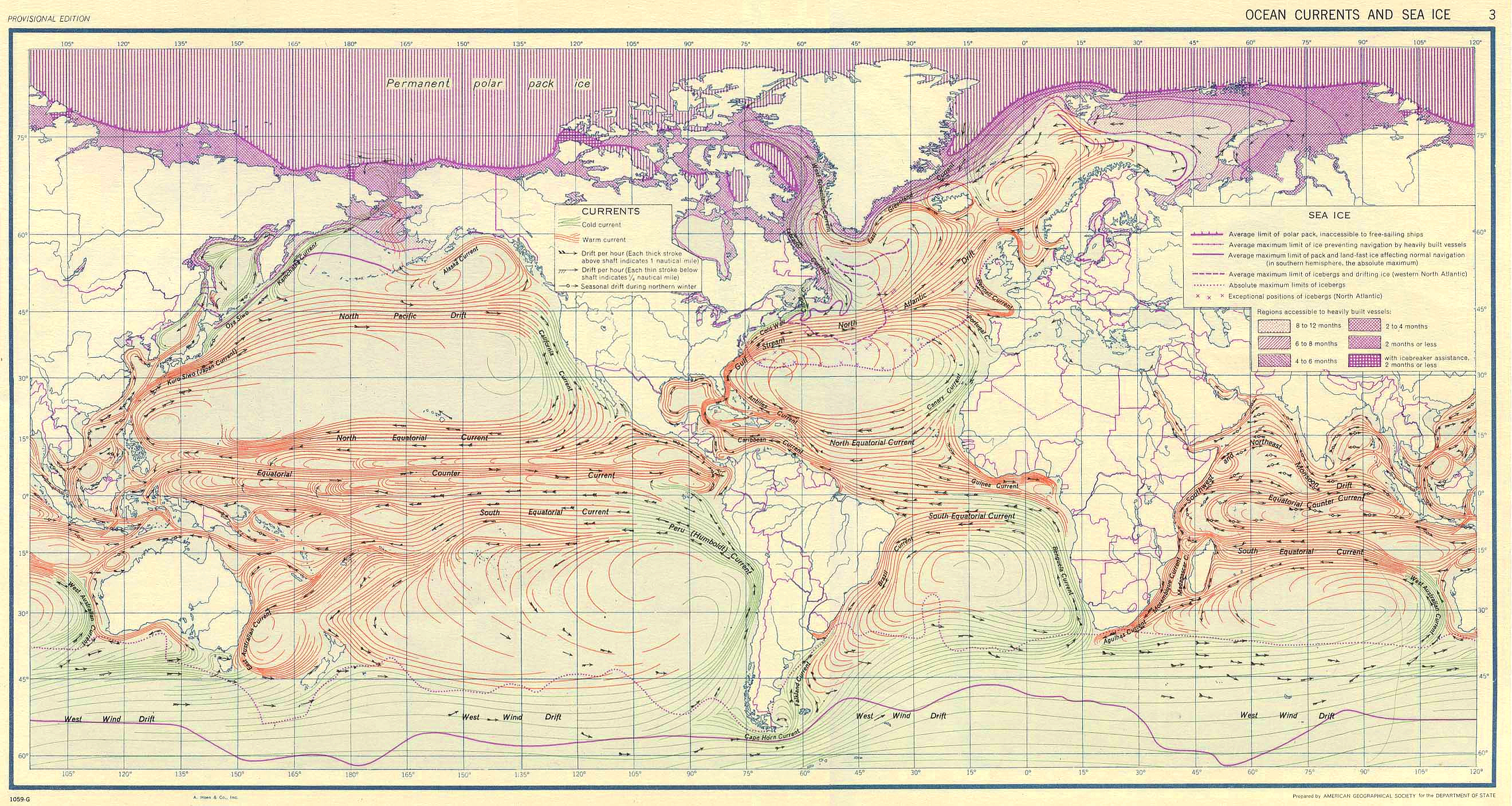
世界の海流図（暖流は赤、寒流は緑）、1943年アメリカ陸軍による

海流とは、海の一定場所においてほぼ決まった方向に流れる幅広い海水の流れを言う。大洋の表面近くでは北太平洋、南太平洋、北大西洋、南大西洋などの海域ごとにまとまった強い流れが循環している。これらの海流はコリオリの力によって、北半球では時計回りに、南半球では反時計回りに循環している。即ち赤道付近で東から西向きに流れてきた温かい海流が、陸地近くで南北に分かれて大陸沿岸を北上（または南下）する。例えば日本周辺では暖流の黒潮がフィリピン近海から北上してきて四国沖で東に向きを変え、東海・関東地方沖を流れて、東北地方の東の海上で北から来た寒流の親潮と衝突し、東へ向かってゆく。暖流は熱帯近くの海で温められて水蒸気を蒸発させているため、高温で塩分濃度が高い。寒流は低温で塩分濃度は暖流より低いが、リン (P) などの栄養塩類に富んでおり、魚の餌となるプランクトンを大量に発生させて良好な漁場を作る。研究が進むにつれて世界の気候にも影響を与えていることが明らかになりつつある。
深層流とは、1000m以上の深海をゆっくり流れる、グリーンランド周辺で形成された冷たくて塩分濃度の高い海水である。この冷水は赤道を越え約1000年かけて南極まで流れ、南極大陸周辺を廻る。この間 南極の冷たい海からも低温高濃度の海水の供給を受けて混合される。この冷たい深層流はその後太平洋やインド洋へ北上して行き各所で湧昇流となって海面へ到達する。北太平洋東部の水深2000mの海域では約2000年前に深海に沈んだ海水が観測されている（放射性炭素を使った年代分析による）。太平洋やインド洋で海面へ上昇した深層流は、表層の海流の一部となってグリーンランド沖へ戻ってゆく。この循環のことを熱塩循環と呼ぶ。

### 世界の海洋面積割合
| 海洋名 | 面積（百万km2） | 体積（百万km3） | 最大深度（m） | 平均深度（m） | 平均水温（℃） | 平均塩分濃度（%） |
| --- | --------------- | --------------- | ------------- | ------------- | ------------- | ----------------- |
| 太平洋 | 166.2           | 696.2           | 10,920        | 4,188         | 3.7           | 3.49              |
| 濠亜地中海(a) | 9.1             | 11.4            | 7,400         | 1,252         | 6.9           | 3.39              |
| ベーリング海 | 2.3             | 3.4             | 4,097         | 1,492         | 2.0           | 3.03              |
| オホーツク海 | 1.4             | 1.4             | 3,372         | 973           | 1.5           | 3.09              |
| 黄海・東シナ海 | 1.2             | 0.3             | 2,292         | 272           | ---           | ---               |
| 日本海 | 1.0             | 1.7             | 3,796         | 1,667         | 0.9           | 3.41              |
| カリフォルニア湾 | 0.2             | 0.1             | 3,700         | 724           | 9.1           | 3.05              |
| 太平洋地域合計 | 181.3           | 714.4           | 10,920        | 3,940         | ---           | ---               |
| 大西洋 | 86.6            | 323.4           | 8,605         | 3,736         | 4.0           | 3.53              |
| アメリカ地中海(b) | 4.4             | 9.4             | 7,680         | 2,164         | 6.6           | 3.60              |
| 地中海 | 2.5             | 3.8             | 5,267         | 1,502         | 13.4          | 3.49              |
| 黒海 | 0.5             | 0.6             | 2,200         | 1,191         | ---           | ---               |
| バルト海 | 0.4             | 0.04            | 459           | 101           | 3.9           | 2.60              |
| 大西洋地域合計 | 94.3            | 337.2           | 8,650         | 3,575         | ---           | ---               |
| インド洋 | 73.4            | 284.3           | 7,125         | 3,872         | 3.8           | 3.48              |
| 紅海 | 0.5             | 0.2             | 2,300         | 538           | 22.7          | 3.88              |
| ペルシャ湾 | 0.2             | 0.02            | 170           | 100           | 24.0          | 3.67              |
| インド洋地域合計 | 74.1            | 284.6           | 7,125         | 3,840         | ---           | ---               |
| 北極海 | 9.5             | 12.6            | 5,440         | 1,330         | -0.7          | 2.55              |
| 北極多島海(c) | 2.8             | 1.1             | 2,360         | 392           | ---           | ---               |
| 北極海地域合計 | 12.3            | 13.7            | 5,440         | 1,117         | ---           | ---               |
| 全海洋 | 362.0           | 1349.9          | 10,920        | 3,729         | ---           | ---               |
| (a) スンダ諸島、フィリピン、ニューギニア島、オーストラリアで囲まれる地中海。 (b) カリブ海、メキシコ湾の総称。 (c) カナダ北東多島海、バフィン湾、ハドソン湾の総称。 北極海地域は、独立した大洋とみなす場合と、大西洋の一部とみなす場合がある。 |                 |                 |               |               |               |                   |

## 海底の地質

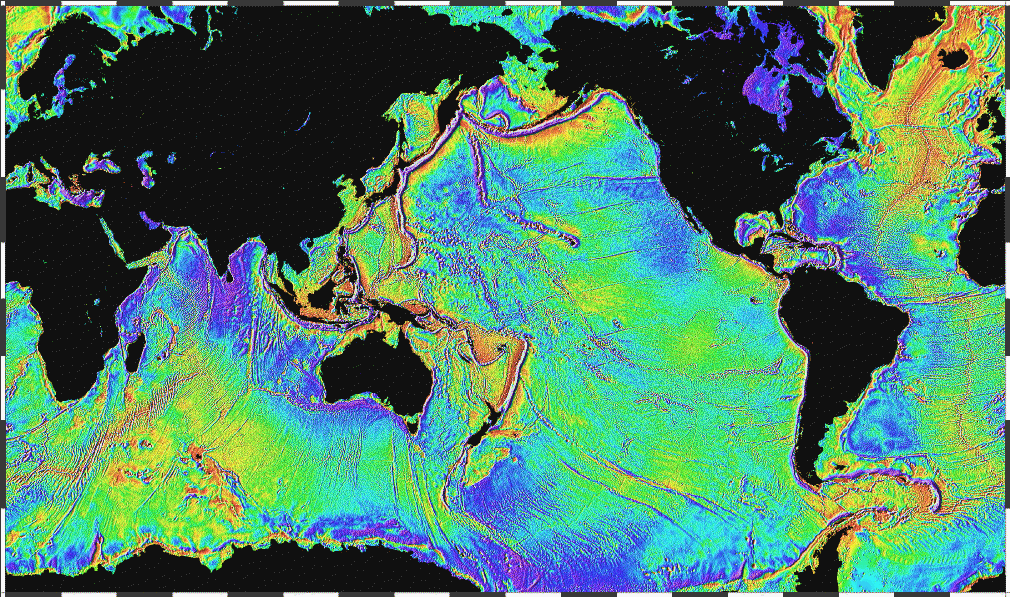
海底の重力分布 (1995, NOAA)

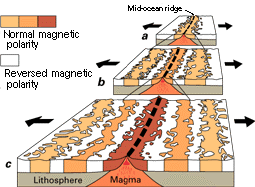
中央海嶺と広がってゆく海底岩盤海洋底が中央海嶺を中心に拡大している模式図。

海底と大陸の基盤岩は、異なる岩石で構成されている。海底の基盤は比重の大きな玄武岩で出来ているのに対して、大陸の基盤は比重の軽い花崗岩が主体となっている。プレートテクトニクスによれば、海洋底を形成する岩盤（海洋プレートの上部）は中央海嶺で造られる。ここは地下深部からマントル物質が上昇して来る場所である。海嶺の地下にはマントル成分の一部が融解したマグマ溜まりがあり、マグマが順次冷却固化して玄武岩の岩盤が形成される。海洋プレートはその後海嶺から遠ざかるように動き、別の海洋プレートか大陸プレートに衝突して地殻の下に沈みこんでゆく。海嶺から他のプレートに衝突するまでの間は深い平坦な海底（深度3000-6000m）となっており、海洋底面積の大部分を占める。他のプレートと衝突して沈み込んでいる部分は、海溝やトラフと呼ばれる溝状の深い部分である。海洋底はプレート境界で地球内部に沈み込んでゆくため、その寿命は最も古いものでも2億年程度である。
海洋底はほとんど平坦であり陸から遠いため、陸を起源とする砂礫などは堆積しない。代わりに海洋に広く生息する珪藻・放散虫の死骸を含むチャートなどの岩石や、海水から化学的に析出するマンガン団塊などがゆっくり堆積してゆく。南太平洋には玄武岩質の火山島が点在しており、その周囲にはサンゴ礁が広がっている。火山島は噴火が終わると段々低くなって海に沈んでゆくが、サンゴ礁がある場合は島が沈む速度よりもサンゴの成長速度のほうが速いため、石灰岩の島が出来る。

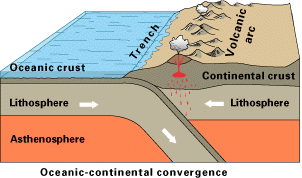
沈み込み型：海洋-大陸

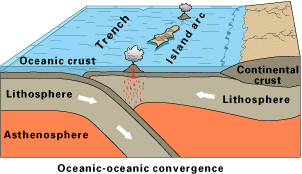
沈み込み型：海洋-海洋

プレートを形成している海底岩盤は海溝で地下へ沈みこんでゆくが、岩盤の上に載ったこれらチャートや海底火山や石灰岩などの岩石類はプレート衝突の際に相手のプレートに乗り上げてしまうことがある。地下深く沈み込んだプレートの上側は、右図のように火山活動が活発な場所である。地下に沈んだ海洋プレートから搾り出された水が周囲のマントルを部分溶解して花崗岩質マグマを作り、大陸の基盤が形成されている場所である（すなわち大陸を構成する花崗岩は海洋プレートの沈み込みによって作られる）。地下に沈むプレートから離れて相手側のプレートに乗り上げた火山島やサンゴ礁は、その後の火山活動によって陸地に取り込まれてしまうが、これを「付加体」と呼んでいる。海洋起源の石灰岩の大きな山があったり、三葉虫やアンモナイトなどの海生生物の化石が地上で採取できたりするのは、そこが「付加体」だからである。大陸地殻は海洋地殻よりも軽いため、一旦形成された大陸は（侵食を受けながらも）地表に残り続ける。

### 大陸棚と大陸斜面

大陸棚：左から、海岸、大陸棚、大陸斜面、コンチネンタルライズ

大陸や大きな島の周辺には深さ130mより浅い平坦な海域が広がっている。大陸周辺の浅海は大陸棚と呼ばれ、島の周辺のものは島棚と呼ばれるが、これらの幅は0 - 1400kmである。大陸棚の地質は大陸と同じものである。太平洋周辺では大陸棚は顕著では無いが、大西洋では広い面積を有しており、石油などの鉱物資源が豊富である。大陸棚の外側はかなり急な斜面「大陸斜面」となって深さを増す。大陸斜面と海洋底の間にはやや平坦なコンチネンタルライズと呼ばれる地形がある。大陸棚と大陸斜面の境界の深さは南極やグリーンランドを除く全世界でほぼ一致しており（水深130m）、直近の氷期最盛期の海水面に相当する。

## 海の歴史
水を主成分とする海は地球誕生後まもなく形成され、現在まで継続している。海の主成分は水であるが、各時代で溶解塩類の構成や海水温は変動し、海に住む生物は進化を続けた。海の歴史を概説する。

### 海の誕生
地球は約46億年前、無数の微惑星が衝突によって融合して成長し、誕生した。誕生直後の地球の表面は、微惑星の衝突エネルギーによる熱で岩石が溶けたマグマの海（マグマオーシャン）に覆われていた。地表はマグマの熱と大気中に大量に存在した二酸化炭素による温室効果で非常な高温となっており、水は全て水蒸気（分厚い雲）として大気中にあった（この二つの物質は微惑星がぶつかった際に放出されたものと考えられる）。
その後、微惑星は原始惑星へ吸収されるなどして次第に数を減らし、微惑星が地球へ衝突する回数も徐々に減り始める。すると高温だった地球も温度が下がり、溶岩も冷え固まりだす。そして徐々に気温が下がると、水蒸気として上空に存在していた水が雨となって、大量に降り続けた結果、マグマオーシャンはそれらにさらに冷やされて固まり、海が誕生した（この頃に降った雨は気圧の関係で300度という非常に高温な熱湯の雨だった）。海が出来ると大気中の二酸化炭素が急速に海水に溶解し、温室効果が減って気温がさらに低下した（この時、同時に気圧も現在に近い所にまで下がって行った）。現在判明している海の最古の証拠はグリーンランドで発見された40億年前の火山岩で、海洋プレートの沈み込み場所に生成した花崗岩である。

### 最初の生命
| なぜ初期地球に液体の水が存在し続けられたのか（暗い太陽のパラドックス） |

今のところ発見されているもので最古の生命とされるのは、西オーストラリア州ピルバラで見つかった35億年前のバクテリアと思われる化石である。化石周辺の岩石の分析から、この生物が活動した場所は1000m以上の深い海底であったと考えられている。光合成を行う生物としては、西オーストラリア・フォーテスキュー層群の27億年前の地層からシアノバクテリアと思われるストロマトライトの化石が見つかっている。この時期に大規模な火山活動があり、初めて大陸と呼べる陸地が形成されたらしい。シアノバクテリアが光合成を行うためには光の届く浅い海底が必要であり、シアノバクテリアの誕生と大陸の形成とは関連があると考えられている。

### 生命活動の拡大と海洋環境の変化
27億年前以後、シアノバクテリアによる光合成が盛んに行われる。光合成は二酸化炭素と水から有機物を合成する化学反応で、副産物として酸素分子を放出する。それまで海水中は酸素分子の存在しない還元的な雰囲気であったが、生命活動による酸素の生産が続いて海水成分の変化が始まった。まず当時海水に大量に溶解していた2価の鉄イオンが酸化され、水に溶解できなくなって海底に沈殿・堆積し始めた。この堆積は19億年前まで継続し、その堆積物が縞状鉄鉱床となった。これが現在世界中で採掘されている鉄鉱石鉱山の起源である。海中の鉄イオンの殆どが沈殿した後、酸素は気体として溜まり始め、大気中の酸素濃度が上昇し始める。またこのころ二酸化炭素の減少による温室効果の減退に起因する寒冷化が進み、それを反映した氷河時代があったとされる。
19億年前に、火山活動が非常に活発になって大きな大陸が形成され、同時に大気中の酸素濃度が上がり始めた。最初の真核生物が生まれたのもこの時期であり、環境の変化と生命の進化の相互関係について検討がなされている。
全球凍結と多細胞生物の発展
6億から8億年前、地球の全ての海洋が凍結する全球凍結が起こったと考えられている。またこの事件の直後の6億年前には最後の大規模な陸地形成が起こった。増加した大陸から大量のナトリウムやカルシウムが海中に供給され、塩分濃度の上昇や二酸化炭素の固定化（石灰石：炭酸カルシウムの形成）が進行した。全球凍結の少し前に発生していた多細胞生物は、氷河時代が終わった後に急速に進化した。約6.2億から5.5億年前のベンド紀には体長が1mにもなる生物の化石も見つかっている。この時代を代表する生物群としては、オーストラリアのエディアカラ丘陵で見つかったエディアカラ生物群が挙げられる。大きさは数cmから約1mに達するものまで多様な生物の化石が見つかっているが、何れも骨格や臓器が判明しないシート状の形態をしており、現生生物との系統的繋がりは判明していない。

### カンブリア紀以降
ベント紀の次のカンブリア紀から、世界各地で生物化石がたくさん見つかるようになるので顕生代と呼ばれている。カンブリア紀には現在地球上で生息している動物種の門レベルが全て出揃ったと言われている。この時代はまだ生物は全て水中（海中）で生活していた。
陸地への生物の進出は、次のオルドビス紀からコケ類などの上陸が始まり、シルル紀には節足動物の足跡などが確認されている。その後、各々の生物が海中や陸上で進化や絶滅を繰り返し、現在の動物まで続いている。そこでカンブリア紀以後は化石を基準として下記表に示した年代が設定されている。またカンブリア紀以後は海洋成分の大きな変化は無くなり、大気成分の激変も無くなった。全地球が凍結する全球凍結のような極端な気候変化は起こっていないが、大規模な火山活動や大きな隕石の衝突によって気候の変化が起こり、P-T境界やK-T境界などの大量絶滅が生起したと考えられている。
| 古生代 | 中生代 | 新生代 |

| カ ン ブ リ ア 紀 | オ ル ド ビ ス 紀 | シ ル 紀 | デ ボ ン 紀 | 石 炭 紀 | ペ ル ム 紀 (P) | 三 畳 紀 (T) | ジ ュ ラ 紀 | 白 亜 紀 (K) | 古 第 三 紀 (Pg) | 新 第 三 紀 | 第 四 紀 |

| . | P-T境界 | . | K-Pg境界 | . |

## 海洋の生物生産
陸上でも海中でも、生命活動の基本となるのは植物による光合成である。海水中に太陽光が届く深さは200m程度までで、その範囲は海洋のごく表層に限られる。陸地周辺の数十mまでの浅い海では海底まで光が届くので海藻などの大型植物も繁茂できるが、大洋では植物プランクトンが光合成を行う。植物プランクトンの生命活動には太陽光以外にも栄養塩が必要である。地上の植物には肥料として窒素・燐酸・カリウムを施すが、海水中では窒素・燐酸とカリウムの代わりに珪素が必要となる。（陸地では珪素は地中に大量に存在するので肥料として施す必要は無い。逆に海洋ではカリウムは水中に大量にあるが珪素は少ない）
海中の食物連鎖は、海面近くで栄養塩を使って植物プランクトンが繁殖し、植物プランクトンは動物プランクトンに食べられ、動物プランクトンが魚に食べられるという形を取る。プランクトンや魚の死骸や糞は徐々に分解されながら海中に沈んでゆくので、栄養塩は海の表面近くでは枯渇気味となるが、水深200m以深の深海の海水（海洋深層水）に栄養塩は多く含まれる。
一般に、黒潮などの暖流系の海流は栄養塩が少なく、親潮などの寒流系の海流は栄養塩が多い。また、日本の東北地方の三陸沖では、親潮の栄養塩に加えて、黒潮と親潮がぶつかり渦が発生して栄養豊富な深海の海水も表層に供給されることで、魚類の餌となる大量のプランクトンが発生し、日本有数の好漁場を形成している。
また、アメリカ大陸太平洋側のカリフォルニア州沿岸やペルー沿岸は海底地形の形状により深海の海水が湧昇する場所で、豊富な栄養供給により魚類の餌となる大量のプランクトンが繁殖して好漁場となっている。
また冬季に結氷するような寒冷な海では海面水温が低下して比重が高くなって沈み、海洋深層水の源となる。なお、海洋の表層を流れる暖流寒流の海流と水深200m以深の海洋深層水の海流は流れの方向が異なっている場合が多い。
陸地近くの浅い海は、河川や石、泥、生活工業排水、農業の肥料、畜産業の糞尿などの陸地からの栄養塩の供給が豊富にある上、海底が浅瀬から沖へ向かって緩やかに深くなっているため、潮汐や潮流によって攪拌されやすく、栄養塩やプランクトンが適度にかき混ざり（留まりにくいため）、一般に生物生産性の高い海域となる。イギリスの東にある北海のドッガーバンクは世界的に有名な漁場である。
ちなみに海の匂い、いわゆる磯臭さは藻類、植物プランクトンが作り出したジメチルスルホニオプロピオナートが分解されて生成されたジメチルスルフィドによるものである。

## 世界の主な海
広義では各大洋の一部に属するものの、島を含む陸地に囲まれて独立した名称がついている海域を縁海（えんかい）と呼ぶ。
| 太平洋   | ベーリング海 - オホーツク海 - 日本海 - 黄海 - 渤海 - 東シナ海 - 南シナ海 - フィリピン海 - ミンダナオ海 - スールー海 - セレベス海 - モルッカ海 - ナトゥーナ海 - バンダ海 - アラフラ海 - ソロモン海 - 珊瑚海 - コロ海 - タスマン海                                      |
| 大西洋   | ラブラドル海 - アーミンガー海 - ノルウェー海 - 北海 - アイリッシュ海 - ケルト海 - バルト海 - 地中海 - サルデーニャ海 - リグリア海 - ティレニア海 - イオニア海 - アドリア海 - クレタ海 - ミルトア海- エーゲ海 - マルマラ海 - 黒海 - アゾフ海 - サルガッソ海 - カリブ海 |
| インド洋 | ジャワ海 - バリ海 - フローレス海 - サヴ海 - ティモール海 - アンダマン海 - アラビア海 - 紅海 |
| 北極海   | ボフォート海 - チュクチ海 - 東シベリア海 - ラプテフ海 - カラ海 - バレンツ海 - 白海 - グリーンランド海 - リンカーン海 |
| 南極海   | スコーティア海 - ウェッデル海 - ロス海 - アムンゼン海 - ベリングスハウゼン海 |
| 塩湖     | カスピ海 - アラル海 - 死海 |

## 海と経済、軍事・国際法

### 経済活動
海岸での釣りや、漁船によるものを含む漁業は古来、人類が食料を得る重要な手段であった。現代では養殖も行われている。
海上を移動できる船は漁業のほか、移住や探検、さらに交易・貿易の手段として早くから使われてきた。海岸部には、船が発着する拠点として港が発展した。
現代では、海浜での行楽やマリンスポーツ、クルーズ客船による旅行といった観光も大きな経済波及効果をもたらしている。また海底油田・天然ガス田の開発も行われている。

### 軍事
一方で、海軍や海賊が他国の領土や船を攻撃したり、逆に海軍で自国の海域や海岸、船を守ったりすることも歴史上多く行われた。海で行われる戦闘を海戦、海を支配する力を制海権と呼ぶ。

### 国際法
世界の各海域には地理学的だけでなく、国際海洋法による区分が存在している。沿岸国の主権が強く及ぶの領海（領海基線の陸寄りは内水）、領土から離れるにつれ接続水域、排他的経済水域、大陸棚となる。海域区分の起点となる島などの領土問題、国際法解釈の違いから外交交渉や紛争に至ることもあり、各国は海洋権益の維持・拡大を重視している。
それ以外の公海でも、各国は各国は廃棄物の海洋投棄や漁業など環境関連の規制を受ける。

## 海と災害・事故
海は人類に多くの恵みや利便をもたらす一方で、海難事故や自然災害による被害も発生している。後者では高潮、台風などによる高波、海底地震などによる津波などが挙げられる。日本では気象庁が、陸上だけでなく船舶向けに海上についても各種の防災情報（天気予報や注意報、警報）を出している。防波堤や防潮堤が作られている海岸もある。

## 海に関連する文化

### 作品
海をテーマとした神話・伝説、文学（詩歌や小説）、音楽、映画、ドキュメンタリー、漫画・アニメーションなどは無数にあり、下記はそのごく一部である。

#### 音楽
- 青海波（雅楽）
- 伊勢の海（雅楽。催馬楽）
- 千鳥の曲（胡弓曲、箏曲。吉沢検校作曲）
- 春の海（尺八箏二重奏曲。宮城道雄作曲）
- 12の練習曲Op25より第12番「大洋」（フレデリック・ショパン）
- 交響曲第2番「大洋」（アントン・ルビンシテイン）
- 交響詩「海」（クロード・ドビュッシー）
- 海の交響曲（レイフ・ヴォーン・ウィリアムズ）
- 合唱組曲「水のいのち」（4番「海」、5番「海よ」）（高田三郎作曲、高野喜久雄作詞）
- 合唱組曲「海の詩」（作詞：岩間芳樹 作曲：廣瀬量平）
- 小学唱歌「君とみた海」（作詞曲：若松歓）
- 海（作詞曲：文部省唱歌）
- われは海の子（作詞：宮原晃一郎 作曲：文部省唱歌）
- 海（林柳波作詞・井上武士作曲、文部省唱歌）

#### 文学作品
- 老人と海（アーネスト・ヘミングウェイ）
- われらをめぐる海（レイチェル・カーソン）
- 海底二万里（ジュール・ベルヌ）

### 海に関わることば

#### 海に関する慣用句・諺
- 海千山千（海千河千とも）
- 待てば海路の日和あり
- 海のものとも山のものともつかない
- 海に刃物を落とすな
- 海底の白鳥
- 海の疲れは山で治す
- 腹のたつ時見るための海 - 『武玉川』[注 7]
- 津々浦々

#### 海に例えられるもの
海は人間の世界では一番大きく、また深いものである。往々にして母性の象徴とされる。また、一面に広がっているものに「海」の字をあてることがある。以下はその例である。
- 樹海・・・・森林が広い範囲に広がっていて、上から見ると海のように見えるところ。
- 雲海・・・・山の上や飛行機から見える、海のように広がっている雲。
- 人海戦術・・・とにかく大量の人数を動員する戦術。
- 火の海・・・火災が一面に燃え広がった状態。
- 血の海・・・事故や事件などの現場で、血液が辺り一面に散乱している状態。

他にも以下のような例がある。
- 硯の水をためておく所を海と言う。
- 月の表面の暗く見える部分を海という。（→月の海）

このほかSFでは比喩的に、宇宙空間を「海」、宇宙船による移動を「航海」と呼ぶ作品がある（『宇宙海賊キャプテンハーロック』『宇宙戦艦ヤマト』など）。

#### その他
- 日本では大相撲において、力士の四股名には「海」をつける例が多い。

## 地球以外の海
月は、ヨハネス・ケプラーによって観測された当時は、月の暗い部分は水を湛えた海であると信じられていた。また彼によって、ラテン語でマーレ（mare）と名づけられた。現在は、単にアルベドの低い地形、すなわち単に地球から暗く見える地面であることがわかっているが、「〜の海」「〜海」（Mare〜）という地名は残っている。
火星も同様にジョヴァンニ・スキアパレッリらによって海と名付けられた地名が数多く存在する。ただし、火星には地質時代には海があった可能性がある。
木星や土星の氷衛星のいくつかは、氷の地殻の下に液体の水の海があると推測されている。エウロパ、ガニメデ、カリスト、タイタン（水とアンモニア）、エンケラドゥスに海がある可能性が高い。なお、タイタンの表面には液体のメタンやエタンで覆われた地形があるが、これらは規模が小さいため「湖」と呼ばれる。
また、氷に富む太陽系外惑星が惑星系の内側に移動した場合、表層に厚い海を持った「海洋惑星」になる可能性が議論されている。